# Parkway Drive
Parkway Drive er et australsk metalcore band fra Byron Bay, New South Wales, dannet i 2003. I 2018 har Parkway Drive udgivet syv fulde album (Killing with a Smile, Horizons, Deep Blue, Atlas, Ire, Reverence og Darker Still), to dvd'er, et split album og én bog, Ten Years of Parkway Drive. Bandets seneste fire albums har nået top 10 af de australske ARIA Charts, med Ire som nummer 1 i oktober 2015.

## Medlemmer
Nuværende
- Ben "Gaz" Gordon – Trommer (2003–nu)
- Luke "Pig" Kilpatrick – rytmeguitar (2003–present)
- Jeff Ling – lead guitar (2003–nu)
- Winston McCall – forsanger (2003–nu)
- Jia "Pie" O'Connor – basguitar (2006–nu)

Tidligere
- Brett "Lagg" Versteeg – basguitar, vokal (2003–2004)
- Shaun "Cashy" Cash – basguitar (2004–2006)

## Diskografi
| 2005                        | Killing with a Smile - Udgivet: 12. september 2005 - Pladeselskab: Resist; Epitaph - Formater: CD, digital download | 39 | —  | —  | —  | —  | —  | —  | —  | —   | —   |             |
| 2007                        | Horizons - Udgivet: 6. oktober 2007 - Pladeselskab: Resist; Epitaph - Formater: CD, digital download                | 6  | —  | —  | 27 | —  | —  | —  | —  | —   | —   |             |
| 2010                        | Deep Blue - Udgivet: 25. juni 2010 - Pladeselskab: Resist; Epitaph - Formater: CD, digital download                 | 2  | 21 | 39 | —  | 46 | 68 | 84 | —  | —   | 112 | - AUS: Guld |
| 2012                        | Atlas - Udgivet: 26. oktober 2012 - Pladeselskab: Resist; Epitaph - Formater: CD, digital download                  | 3  | 12 | 32 | —  | 22 | 33 | 57 | 74 | 162 | 48  | - AUS: Guld |
| 2015                        | Ire - Udgivet: 25. september 2015 - Pladeselskab: Resist; Epitaph - Formater: CD, digital download                  | 1  | 15 | 29 | —  | 8  | 11 | 12 | 16 | 45  | 23  |             |
| "—" nåede ikke hitlisterne. | |    |    |    |    |    |    |    |    |     |     |             |